# Verbascum drymophiloides
Verbascum drymophiloides är en flenörtsväxtart som beskrevs av Gritzenko. Verbascum drymophiloides ingår i släktet kungsljus, och familjen flenörtsväxter. Inga underarter finns listade i Catalogue of Life.